# Stuart N. Lake
Stuart Nathaniel Lake (23 de setembro de 1889 Roma, Nova York — 27 de janeiro de 1964 (74 anos) San Diego, Califórnia), foi um escritor americano, promotor de luta livre profissional e assessor de imprensa que se concentrou no Velho Oeste americano.

## Carreira profissional
Lake foi um promotor de luta livre profissional e assessor de imprensa de Theodore Roosevelt durante a campanha presidencial "Bull Moose" em 1912. Durante a Primeira Guerra Mundial, ele foi atropelado por um caminhão.

### Trabalhos sobre Wyatt Earp
Sua biografia de Wyatt Earp em 1931, Wyatt Earp: Frontier Marshal, foi um best-seller e foi adaptada para vários filmes, incluindo Frontier Marshal, uma produção de 1939 estrelada por Randolph Scott, e My Darling Clementine de John Ford. 
Seu trabalho também inspirou a série de televisão da ABC de 1955-1961, The Life and Legend of Wyatt Earp, estrelando Hugh O'Brian no papel-título. Posteriormente, a biografia foi considerada altamente fictícia. Lake foi o primeiro escritor a descrever o uso do Colt Buntline por Earp. Pesquisadores posteriores não conseguiram estabelecer se Earp alguma vez possuiu tal arma.

### Outros filmes
Lake também escreveu para outros filmes, incluindo The Westerner, estrelado por Gary Cooper e Walter Brennan; Powder River com Rory Calhoun; e Winchester '73, estrelado por James Stewart.

### Acusa político de suborno
Em 1951, Lake alegou que Robert M. Wright, membro da Câmara dos Representantes do Kansas de 1875 a 1883, fundador e posteriormente prefeito de Dodge City, Kansas, pagou para que seu filho fosse absolvido de um crime. Em uma carta ao autor e historiador Stanley Vestal, da Universidade de Oklahoma, Lake disse que, em 1878, Wright havia embolsado US $ 25.000 como uma "taxa" do pecuarista do sul do Texas Mifflin Kenedy, que deu nome ao condado de Kenedy, no Texas. Lake afirmou que Kenedy pagou o dinheiro para obter a absolvição de seu filho, James "Spike" Kenedy (1855-1884), na morte a tiros inadvertida da popular cantora de dança de salão, Dora Hand. O jovem Kenedy e James H. "Dog" Kelley, outro prefeito de Dodge City, eram ambos pretendentes de Dora. Kenedy pensou que ele estava atirando em Kelley, ao invés de Dora.

## Filmografia
Lake escreveu roteiros para os seguintes filmes:
- Winchester '73 (versão para TV) (não creditado) 1967
- Powder River (baseado num livro de Lake) 1953
- Winchester '73 1950
- My Darling Clementine (baseado num livro de Lake) 1946
- Wells Fargo Days (Curta) 1944
- The Westerner 1940
- Frontier Marshal (baseado num livro de Lake) 1939
- Wells Fargo (baseado num roteiro de Lake) 1937
- Frontier Marshal (baseado no livro Wyatt Earp: Frontier Marshal) 1934
- Buck Privates 1928